# ウォルター・シッカート
ウォルター・リチャード・シッカート（Walter Richard Sickert、1860年5月31日 - 1942年1月22日）は、イギリスヴィクトリア朝時代の画家である。
印象派の影響を受け、20世紀のアバンギャルド芸術のブリティッシュ・スタイルに影響を与えた。著名人の写真などから描いた肖像画なども発表している。
また、1880年代後半からロンドンの下町イーストエンドで発生した切り裂きジャックによるとされる連続猟奇殺人事件「ホワイトチャペル殺人事件」の真犯人ではないか、とする仮説が提唱されていることでも有名である。

## 生い立ち
シッカートは、デンマーク系ドイツ人で漫画雑誌のイラストレーターであった父親と、イギリス人の母親の間に生まれた。生誕時は両親と6人兄妹の家族はドイツのミュンヘンで生活していた。その後、1868年にイギリスに移住する。
父方の祖父もデンマークでは名の知れた画家であり三代にわたっての画家となる。また、ウォルターの妹のヘレナ・シッカートはやがて著名なフェミニズム活動家となり自伝も残している。

## 芸術活動

### 青年期

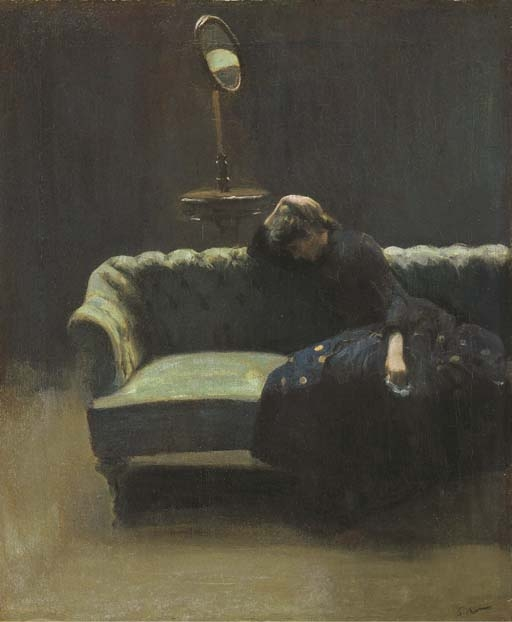
シッカート作ヘレン・カート(1885年)

18歳で学校を卒業したシッカートは、当初舞台俳優を目指し、ヘンリー・アーヴィングの元で働きながら演劇を学び始める。しかし4年ほどで辞めて、1881年にスレード美術学校に入学し美術を学び始める。
シッカートはジェームズ・マクニール・ホイッスラーに出会い、強い影響を受けて彼のアシスタントを務めるようになった。また、後に結婚後パリで創作活動をすることが多かった彼はエドガー・ドガとも出会い、影響を受ける。2人の影響でシッカートの作風は当初は印象派に分類される。特にドガの助言は彼に影響を与え、また友情はドガが亡くなる1917年まで続いた。
1880年代後半のデビュー当時のシッカートの作品は、舞台演劇の描写や、背景に鏡に映った空間を描き出すなど写実主義的なものが多かった。1885年、彼は政治家の娘エレンと最初の結婚をし、多くの時間をフランスのディエップ (セーヌ＝マリティーム県)で過ごしていた。
1894年と1904年にシッカートはヴェネツィアを訪れ、当地の風景画を残している。特に1903年から1904年は著作のためにヴェネツィアを旅行しており、売春婦をモデルとしたと思われる絵画などを多く制作した。
1893年にはシッカートはホイッスラーの援助下でロンドンで美術学校を始める。また彼の絵画は1886年にロイヤル・アカデミーに対抗する形で若手の画家たちで設立されたニュー・イングリッシュ・アート・クラブで多く展示された。
1889年に開催されたイギリスの印象派展覧会にも出品した。そのため、彼の作品は1894年、1895年にはオーブリー・ビアズリーが美術担当編集主任を務める「イエロー・ブック」にも寄稿された。

### カムデン・タウン

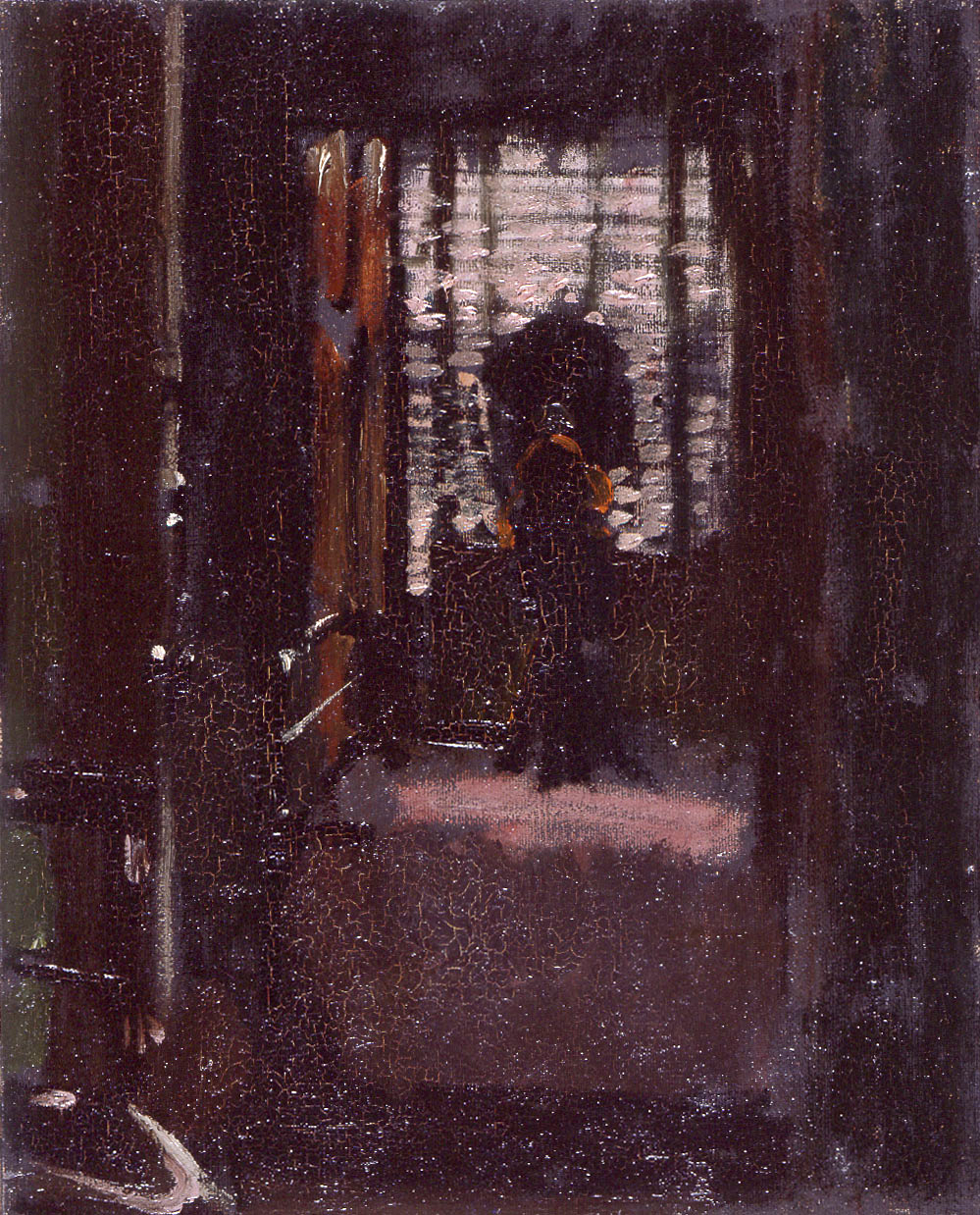
Jack the Ripper's Bedroom

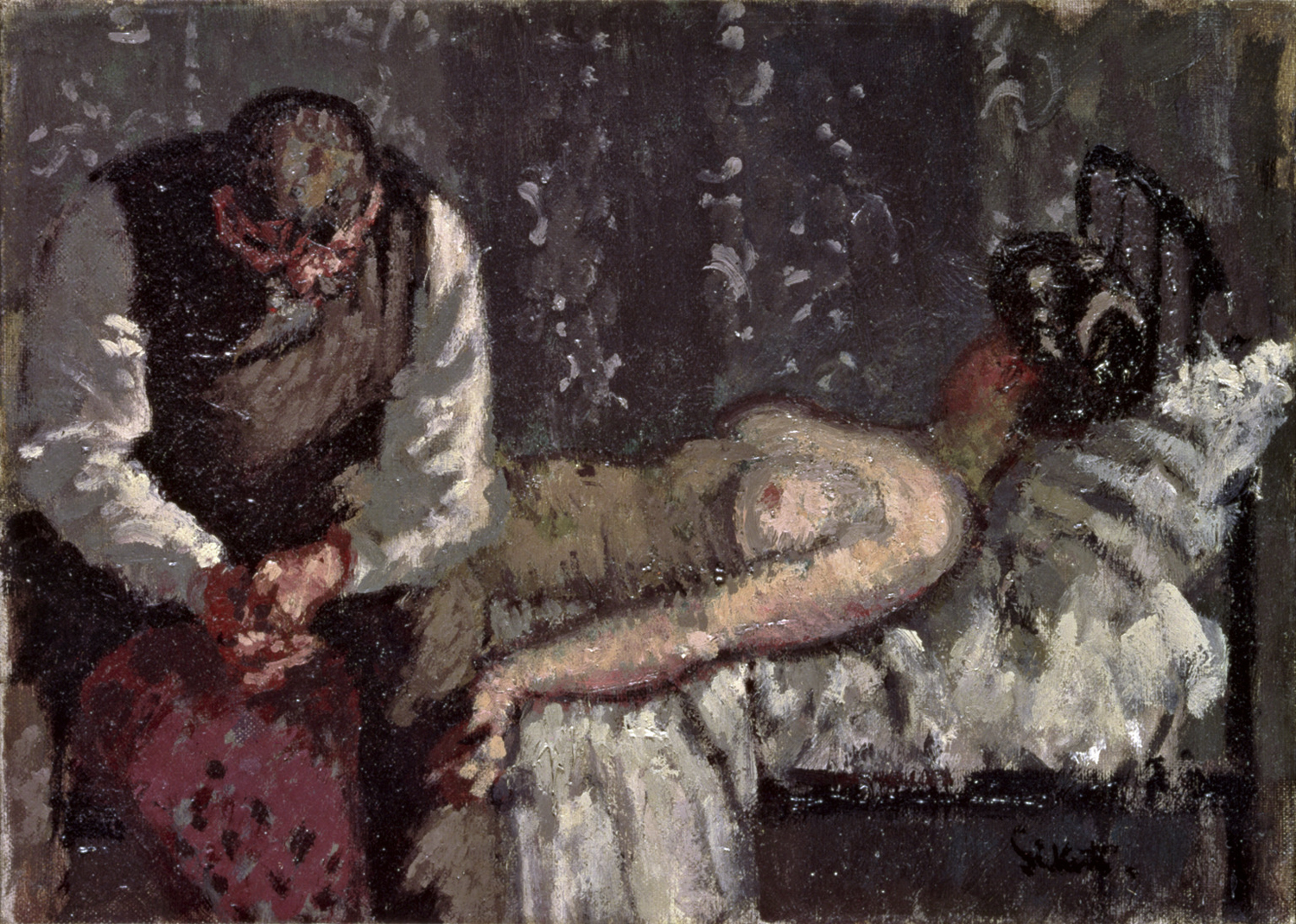
シッカート作カムデン・タウンの殺人(1908年)

シッカートは1899年に離婚し、ソーホー (ロンドン)に戻った。その後、1905年に自身のアトリエをカムデン・タウン (現カムデン・ロンドン特別区内) におき、創作活動を続ける。
1907年9月11日、カムデン・タウンでエミリー・ディモック(英:Emily Dimmock)という売春婦が彼女のアパートで殺害される事件が発生する。犯人は性交後、眠っている彼女の喉を切り裂くという残忍な手口で彼女を殺害した。この事件は「カムデン・タウン殺人事件」としてセンセーショナルに扱われることになる。
シッカートは数年前より裸婦が鉄のベッドに横臥している題材を多く絵画にしていたが、1908年にシッカートが発表した「カムデン・タウンの殺人」は、裸の婦人が横臥したベッドの横に男性が座り、絶望したようにうつむく姿が描写され、この事件を彷彿とさせ、論争の的になった。

## 切り裂きジャック
また、現代ではウォルター・シッカートの名は「切り裂きジャックの真犯人ではないか?」ということでも有名である。いわゆる『切り裂きジャック(Jack The Ripper)』によるとされる一連の猟奇殺人事件については、真犯人が捕まっていないため、また世界初のシリアルキラーということもあり、多くの歴史家・犯罪学者・小説家・研究家などによって事件の推理がされている。
それら仮説のうち、推理小説のベストセラー作家であるパトリシア・コーンウェルは、自ら巨額の私費を投じて独自に綿密な調査を行い「ウォルター・シッカートが真犯人である」と確信するに至り、著書『真相　-"切り裂きジャック"は誰なのか？-(原題:Portrait Of A Killer:Jack The Ripper Case Closed)』を2002年に発表して彼こそが切り裂きジャックの真犯人であると名指ししている。
コーンウェルは2001年にスコットランドヤードへたまたま見学に行った時に切り裂きジャック事件の犯行現場を案内してもらう機会があった。その時に、この事件について科学的な捜査手法（DNA鑑定・筆跡鑑定・プロファイリングなど）を試みた人がいないことを知り、自身でそれを試みてみようと決心し、この事件の調査にのめり込むようになっていく。また、その時に容疑者の一人としてウォルター・シッカートの存在を知り、彼の絵画や性格を研究し、現存する切り裂きジャックからとされる手紙211通を調査し、いくつかの状況証拠を積み重ねたのち彼が真犯人だと確信するに至る。なお、コーンウェルはこの調査の過程でデッサンも含めるとシッカートの作品を100点以上自費で購入したという。

### パトリシア・コーンウェルによる推理
もともと100年以上前の事件であり、保存状態の良い物証が少なく捜査情報も現代と比べるとずさんなものだが、それらの中から状況証拠を何点か指摘している。

#### 手紙に関する考察
- ミトコンドリアDNAの一致

コーンウェルは切り裂きジャックの手紙の切手に残された唾液とシッカートの私信の唾液、および彼のカバーオールなどの所持品とのDNA鑑定を行い、ミトコンドリアDNAの一致を確認した。（ただしミトコンドリアDNA塩基配列の一致では、人口の99%は排除できるものの同一人物とは断定できない。）
- 使用便箋と筆跡の一致

シッカートが使用していた便箋と、切り裂きジャックの名前で警察署に送られた便箋の透かしが同一メーカー (A・ピリー&サンズ社) の同一デザインで、さらには同じロット（24枚セット）から切り取ったものであった。また、筆跡も非常に似通っており、筆跡の専門家からも「同一人物の可能性が高い」との鑑定が出ている。

#### プロファイリング

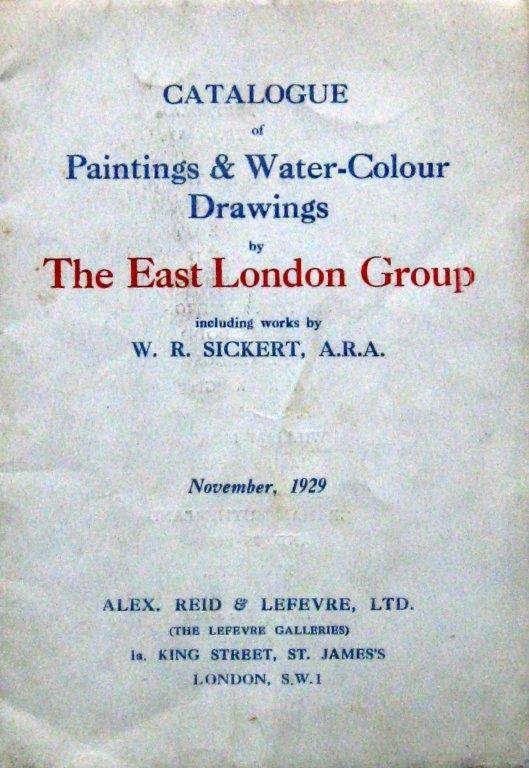

- 切り裂きジャックへの執着

シッカートは生前切り裂きジャックについて関心が極めて深かったことが多くの証言として残っている。また、カムデン・タウンの彼のアトリエ(モーニントン・クレッセント6番地)について彼自身は「かつて切り裂きジャックが住んでいた」と考えていた。
- コンプレックス

一連の残虐な殺害手口から女性に対する激しい憎しみが感じられ、犯人の女性に対するコンプレックスが憎しみになっているとプロファイリングし、シッカートが幼少時期に男性器の瘻孔を患い三回手術をしていることから性的なコンプレックスを抱いていたのではないか、と推測している。

#### 絵画に関する考察
- 現場写真等との類似性

コーンウェルはシッカートを疑いだしたきっかけは、彼の名を聞き彼の画集を見たときから、と述べており、彼のゾッとするような絵にシッカートの病的な凶暴性、女性への憎しみが表れている、と表現している。調べていくうちにシッカートのデッサンやエッチングに、切り裂きジャックの事件現場の写真や被害者の写真との類似性があることも指摘している。また、1908年制作の「切り裂きジャックの寝室」と題する油彩作品もマンチェスター市立美術館に現存している。

### 真犯人説への反論
パトリシア・コーンウェルが著書の中で指摘しているシッカート=真犯人説については、物証に乏しいため反論も多く出された。
- コーンウェルが精査した切り裂きジャックが警察や新聞社へ送りつけたとされる手紙は、そもそも真犯人からのものかどうか確定できていないし、大部分はイタズラの類と考えられている[10]。
- シッカートが自身の性的な問題からコンプレックスを抱えていた、とする説は推測の域をでておらず、隠し子がいるという噂さえもある[10]。
- 事件の起こった1888年の8月、10月にはシッカートはフランスにいたと考えられ、アリバイが成立すると思われている[10]。

### 美術界の反応
また美術界からは、シッカートがイギリス美術界に与えた影響を評価し、推測に基づいてシッカートと切り裂きジャックを結びつけたこの著書自体に対する不快感を表明する意見もある。